# صلاح الدين محمد
الإمام صلاح الدين محمد علي (الناصر لدين الله ) من مواليد 739هـ الموافق 1338م ، إمام اليمن منذ 773هـ الموافق 1371م .أجمع أعيان اليمن عليه في ذمار ، وفي عام 775 هجرية حاصر صنعاء ، وحارب في عام 777هـ الأمير الرسولي في زبيد .
توفي عام 793هـ الموافق 1396م .